# Hrabanus Maurus

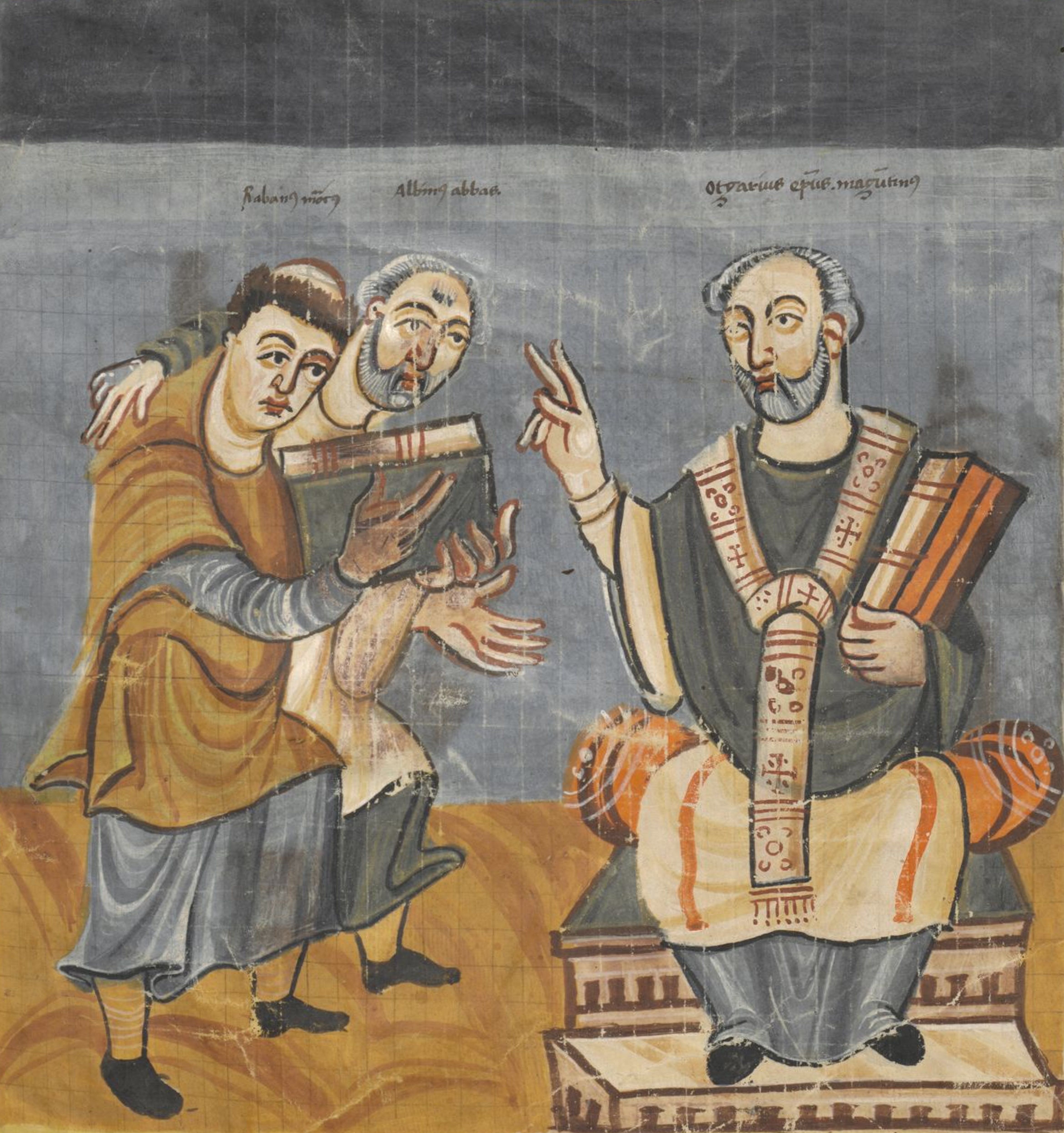
Der junge Hrabanus Maurus (links), unterstützt von seinem Lehrer Alkuin, dem Abt des Stifts St. Martin zu Tours (Mitte), überreicht dem Heiligen Martin, Erzbischof von Tours, von späterer Hand fälschlich als der Mainzer Erzbischof Otgar bezeichnet, sein Werk De laudibus sanctae crucis. Darstellung in einem Manuskript aus Fulda um 830/40 (Wien, ÖNB cod. 652, fol. 2v)

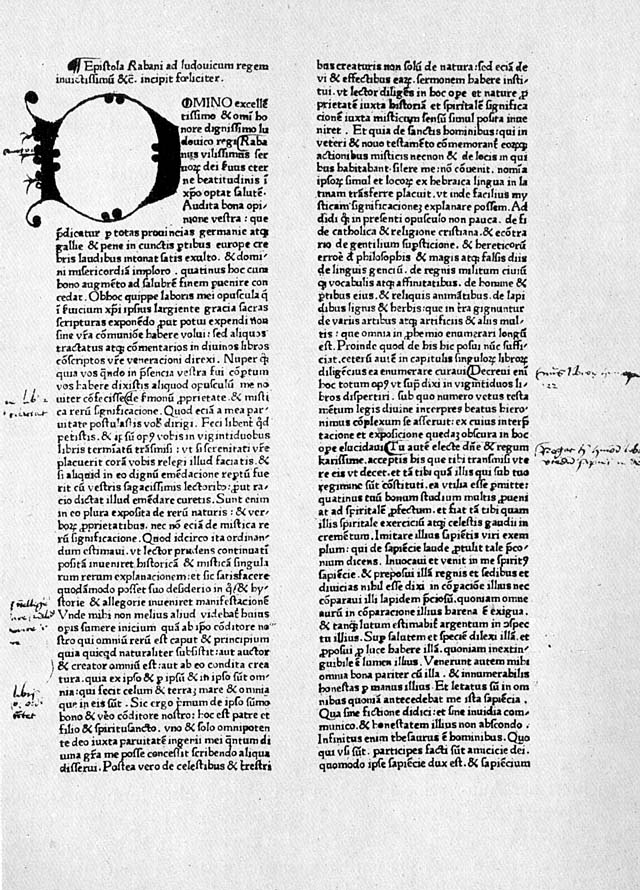
Hrabanus Maurus: De rerum naturis (früher Druck)

Hrabanus Maurus (auch: Rabanus oder Rhabanus, auch deutsch Hraban oder Raban, Rhaban; * um 780 in Mainz; † 4. Februar 856 in Winkel im Rheingau) war Mönch und von 822 bis 842 Abt des Klosters Fulda, Priester und Mainzer Erzbischof, Universalgelehrter, Lehrer und Autor. Als Gelehrter, Abt und Erzbischof gehört er zu den bedeutenden Gestalten der als karolingische Renaissance bezeichneten Umbruchzeit des 9. Jahrhunderts und stand in einem Nahverhältnis zu Kaiser Ludwig dem Frommen und dessen Gemahlin Kaiserin Judith, später auch zu Kaiser Lothar I. und dessen Gemahlin Kaiserin Irmingard, denen er auch einzelne seiner Werke widmete.

## Leben
Hrabanus wurde um 780, nach Eckhard Freise erst „etwa 783“, als Sohn adeliger Eltern in Mainz geboren. Schon als Kind mit höchstens acht Jahren wurde er von seinen Eltern als puer oblatus in die Obhut des Klosters Fulda übergeben und besuchte ab 788 zur religiösen und wissenschaftlichen Erziehung die Schule des damals aufblühenden, aber noch keineswegs auf dem Gipfel seines später unter seiner eigenen Leitung gewonnenen Ruhmes angelangten Benediktinerklosters Fulda.
Nach erfolgter Ausbildung konnte er bereits früh am Hof Karls des Großen als Gelehrter glänzen. Hier wurde er von Alkuin, dem Leiter der kaiserlichen Hofschule zu Aachen, gefördert. Alkuin nannte ihn „Maurus“, wie auch der Ordensgründer Benedikt seinen Lieblingsschüler genannt hatte. Als Alkuin sich in das Kanonikerstift Saint-Martin de Tours begab, folgte ihm Hrabanus, um dort Bibel-, Liturgie- und Rechtsstudien zu betreiben.
801 erhielt er die Diakonatsweihe und wurde noch vor Alkuins Tod 804 Lehrer an der Klosterschule seines Heimatklosters Fulda, später (wohl 818) wurde er deren Leiter. 814 hatte er die Priesterweihe erhalten.
Unter seinen Schülern waren bedeutende Autoren der dritten Karolingergeneration: Rudolf von Fulda, Lupus von Ferrières, Ermenrich von Ellwangen, Gottschalk von Orbais, Walahfrid Strabo, Hartmut von St. Gallen und Otfried von Weißenburg.

## Schriften

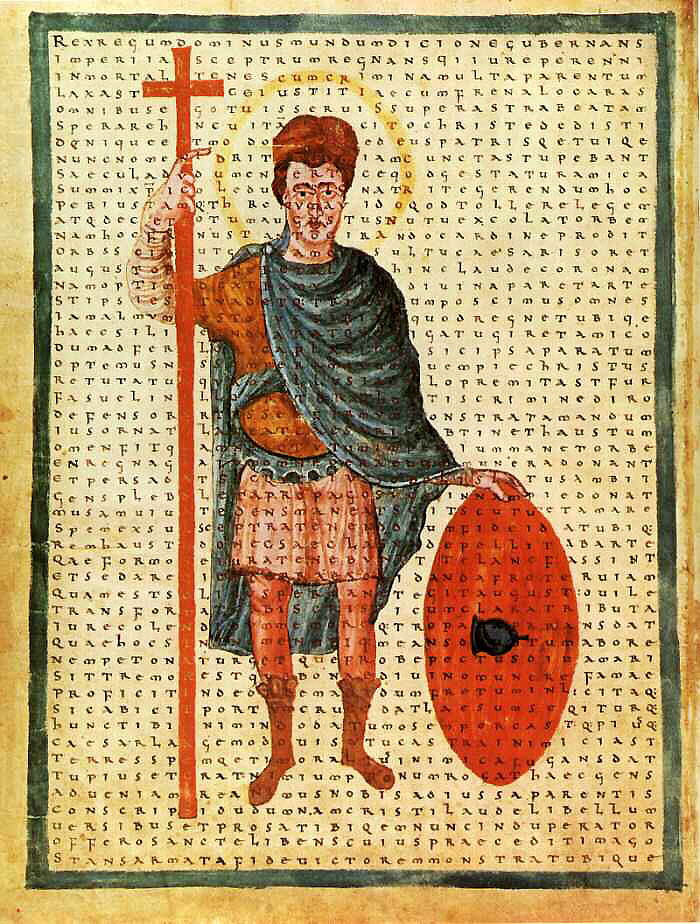
Darstellung Ludwigs des Frommen in der Handschrift Vatikanstadt, Biblioteca Apostolica Vaticana, Reg. lat. 124, fol. 4v (Fulda, 2. Viertel des 9. Jahrhunderts, wohl um 825/26)

In der Zeit als Leiter der Klosterschule (bis 822) verfasste Hrabanus Schriften von großer thematischer Vielfalt. Sie gliedern sich in Bibelkommentare, Briefe, Gedichte, Hymnen, Predigten, Lehrschriften, dogmatische (darunter liturgietheoretische), kirchenrechtliche und hagiographische Schriften sowie Schriften zu politischen Streitfragen der Epoche. Das berühmteste Werk ist der Figurengedichtzyklus De laudibus sanctae crucis („Vom Lob des Heiligen Kreuzes“, fertiggestellt 814), ein Opus geminum. Es ist noch heute in Abschriften erhalten, die direkt unter der Aufsicht Hrabanus’ angefertigt worden sein dürften; das wichtigste Exemplar mit eigenhändigen Einträgen des Verfassers wird in der Vatikanischen Bibliothek aufbewahrt (Città del Vaticano, Biblioteca apostolica Vaticana, Vat. lat. 124). Von seiner Tätigkeit als Leiter der Schule zeugt sein 819 erschienenes dreibändiges Werk De institutione clericorum („Von der Ausbildung der Geistlichen“). An dieses Werk schließen sich später De sacris ordinibus und De ecclesiastica disciplina an.
Den größten Teil des Werkes machen Bibelkommentare aus, die nahezu das gesamte Alte und Neue Testament umfassen. Im engeren Sinne theologische Schriften sind De videndo deo, de puritate cordis et de modo poenitentiae, De praedestinatione, De anima sowie De passione Domini. Zur Liturgietheorie zählen  De benedictionibus Dei, De divinis officiis, De Eucharistia, De corpore et sanguine Domini, das Opusculum de sacramentis, der Commentarius in Cantica laudum in matutinis sowie De coena. In den Bereich Hagiographie fällt sein Martyrologium. Kirchenrechtliche Fragen werden behandelt in De oblatione puerorum, in Quota generatione conubium licitum sit, in den Responsa canonica super quibusdam interrogationibus Reginbaldi episcopi, in De consanguineorum nuptiis et de magorum praestigiis falsisque divinationibus, in zwei Werken mit dem Titel Paenitentiale (an Erzbischof Otgar von Mainz und an Bischof Heribald von Auxerre). Der Streit mit Gottschalk von Orbais, der seine Entlassung aus dem Kloster betrieb, aber schließlich am erbitterten Widerstand Hrabans scheiterte, um die Oblation (Darbringung) von Kindern an Klöster durch ihre Eltern und die Frage der Bindewirkung einer solchen Entscheidung wird geführt in De oblatione puerorum, im oben erwähnten De praedestinatione  sowie in Brief 42 an Markgraf Eberhard von Friaul. In die zeitgeschichtlichen Konflikte zwischen Kaiser Ludwig dem Frommen und seinen Söhnen greifen zu Gunsten des Kaisers ein De reverentia filiorum erga patres et subditorum erga reges und De virtutibus et vitiis.
Außer De laudibus sanctae crucis verfasste Hrabanus Maurus zahlreiche weitere metrische und akzentrhythmische Gedichte, zum Teil in seltenen Versmaßen, darunter zahlreiche Altartituli sowie Epitaphien, darunter eines für das Reliquiengrab des heiligen Bonifatius in der Kirche S. Maria zu Mainz, dessen Stele mit Relief des Heiligen, rückseitigem Kreuz und der Inschrift sancta crux nos salva (Heiliges Kreuz, errette uns) sich in Mainz erhalten hat (sogenannter „Priesterstein“).
Auch Briefe haben sich in größerer Zahl erhalten.
Neben De Laudibus sanctae crucis war das wohl erfolgreichste Werk Hrabans seine Enzyklopädie De rerum naturis in 22 Büchern, die, angelehnt an die Etymologiae des Isidor von Sevilla, unter anderem den Menschen (mit seiner Anatomie und seinen Krankheiten), die Gestirne sowie das Pflanzenreich in einen kosmischen Zusammenhang stellt. Ihre umfangreiche handschriftliche Überlieferung erstreckt sich vom 9. bis zum 15. Jahrhundert und weist mehrere illustrierte Exemplare auf, darunter als ältestes die berühmte Abschrift des 11. Jahrhunderts aus Monte Cassino (Montecassino, Biblioteca dell’Abbazia, cod. 132, ca. 1022/23). Bereits kurz vor 1467 erschien in Straßburg der erste Inkunabeldruck bei Adolf Rusch. Das Werk diente in erster Linie als Hilfsmittel der Bibelexegese. Ob die Illustrationen auf Hrabanus zurückgehen, ist umstritten, aber nicht unwahrscheinlich. Der Mainzer Wissenschaftler Franz Stephen Pelgen entdeckte gemäß einer Mitteilung des Bistums Mainz Ende Juni 2011 in der Mainzer Martinus-Bibliothek ein weiteres Handschriftenfragment des 9. Jahrhunderts aus diesem Werk.
Schriften zur Zeitrechnung und zur Grammatik entstammen ebenso dem Schulbetrieb.
Dass Hrabanus auch an der Entstehungsgeschichte des Fuldaer Sakramentars beteiligt war, und zwar als Kompilator eines Gregorio-Gelasianums, legt neben weiteren Indizien vor allem das Frontispiz des Fuldaer Sakramentars der Universitätsbibliothek und Niedersächsischen Landesbibliothek Göttingen nahe.
Zwar sind keine volkssprachlichen Texte von Hrabanus erhalten, doch gilt er als Förderer des zu seiner Zeit feststellbaren Bemühens um Verschriftlichung der Volkssprache für Zwecke der Schule und der Seelsorge in Fulda.

## Abt des Klosters Fulda
Am 15. Juni 822 wurde er für zwanzig Jahre Abt des Klosters Fulda, das damals unter Einschluss der Nebenklöster insgesamt über 600 Mönche und weitere Personen beherbergte. Er vergrößerte die Klosterbibliothek und baute die Klosterschule zu einer der renommiertesten im Fränkischen Reich aus.  Die Kirchen- und Reliquienschätze vermehrte er bedeutend, ebenso die Reliquien dem Kloster Fulda zugehöriger Klöster (Kloster Solnhofen, Kloster Roßdorf und Kloster Holzkirchen). Er ließ den verstreuten Grundbesitz des Klosters in einer großangelegten Sammlung der Urkunden, einem achtbändigen sogenannten Chartular, erfassen und organisierte die Güterverwaltung durch ein hierarchisches System von Fronhöfen und Oberfronhöfen. Außerdem kümmerte er sich um die seelsorgerliche Versorgung der Bauern und ließ etwa 30 Kirchen und Kapellen errichten, darunter im Jahre 836 auch die Grabeskirche der Lioba St. Peter auf dem Petersberg bei Fulda. Fulda entwickelte sich unter seiner Leitung zu einem führenden kirchlichen Zentrum, wozu die von Hrabanus gepflegten engen Beziehungen zum Kaiserhaus beitrugen. Er übernahm immer wieder Aufgaben im Reichsdienst, die ihn vor allem in den späteren Jahren seines Abbatiats zu längerer Abwesenheit von seinem Kloster zwangen. Als entschiedener Verfechter des Reichseinheitsgedankens war er ein Gefolgsmann zunächst von Kaiser Ludwig dem Frommen, nach dessen Tod dann von Kaiser Lothar I., jedoch nicht von Ludwig dem Deutschen, zu dessen Herrschaftsbereich Fulda gehörte. Als er in die Auseinandersetzungen zwischen Ludwig dem Frommen und dessen Söhnen hineingezogen wurde, trat er 842 von seinem Amt als Abt zurück und zog sich als Gelehrter in die Propstei St. Peter auf dem Petersberg zurück.

## Erzbischof von Mainz
Trotz der Meinungsverschiedenheiten erhob Ludwig ihn 847, bereits 67-jährig, nach einer Aussprache in Rasdorf, einer Außenstelle des Klosters Fulda, zum Erzbischof von Mainz. Am 16. Juni desselben Jahres trat Hrabanus sein Amt als Oberhirte der größten Kirchenprovinz im ostfränkischen Reich an. Bereits kurz nach seiner Amtsübernahme berief er eine erste Synode ein, auf der Bischöfe, Chorbischöfe (eine Vorform des heutigen Weihbischofs) und Äbte in der Mainzer Abtei St. Alban über die Stärkung des Glaubens und der Disziplin berieten. Die Prediger wurden dazu angehalten, dem einfachen Volk verständliche Predigten zu halten.
Um 850 ließ der Erzbischof in Zell im Zellertal die Gebeine des Eremiten Philipp von Zell erheben, in der neu errichteten Salvatorkirche beisetzen und verfasste selbst die (überlieferten) Altarinschriften, womit St. Philipp als Heiliger offiziell anerkannt war.

## Tod und Nachwirkung
Hrabanus Maurus starb am 4. Februar 856 der Überlieferung nach in Winkel im Rheingau und wurde im Stift St. Alban vor Mainz beigesetzt. Schon bald wurde er als Heiliger verehrt. 1515 wurden seine sterblichen Überreste vom Mainzer Erzbischof Albrecht von Brandenburg nach Halle (Saale) überführt, von dort kamen sie später nach Aschaffenburg. Aus Anlass der Überführung der Gebeine entstand die Vita beati Rabani Mauri des Johannes Trithemius. Sein heutiges Grab ist nicht bekannt.
Eine ihm gewidmete Gedenktafel fand Aufnahme in die Walhalla bei Regensburg.

## Bedeutung

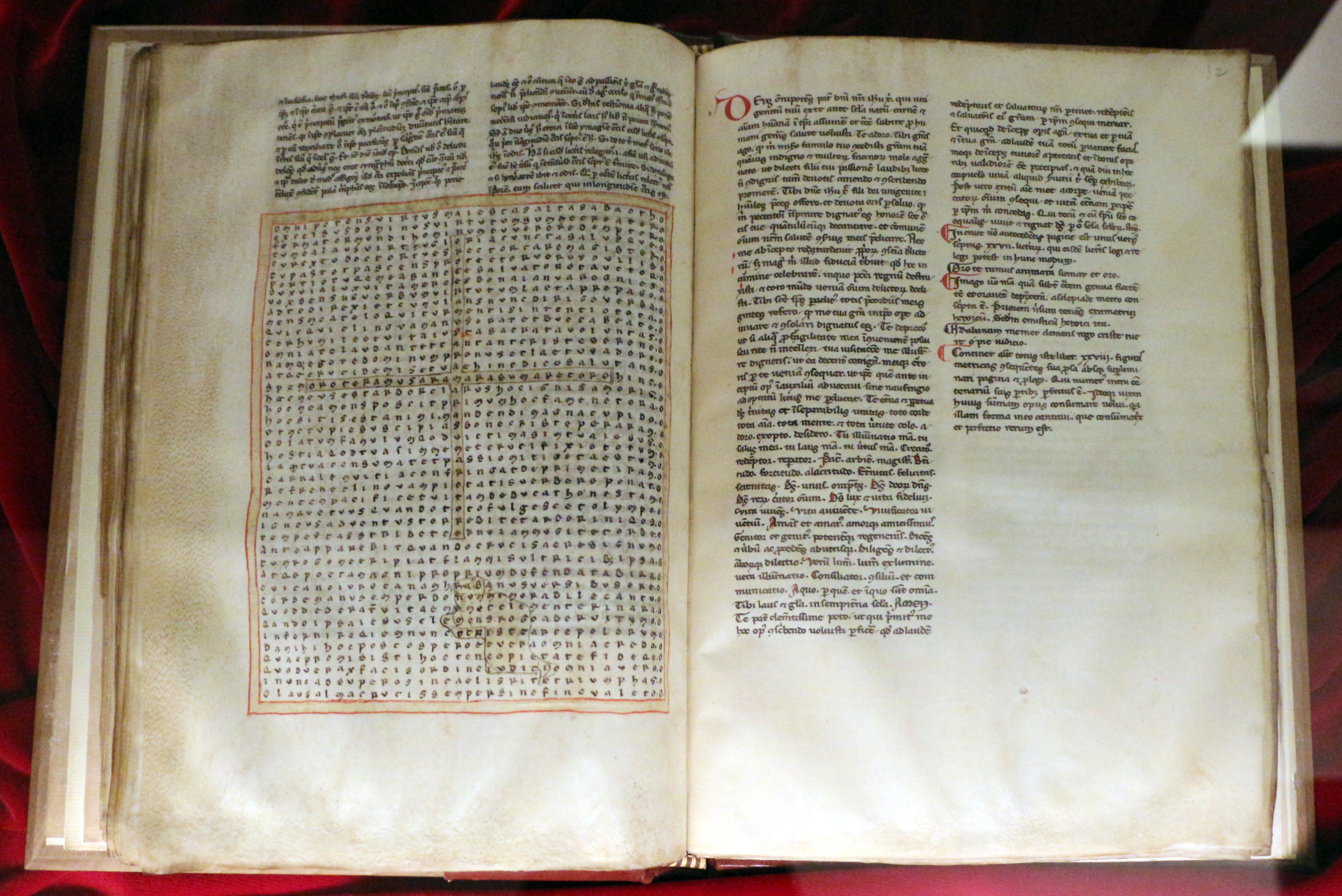
De laudibus S. Crucis, 13. Jhdt., Florenz, Biblioteca Medicea Laurenziana, Plut. 31 sin. 9, fol. 31v

Als durch die Teilungen des Reichs Karls des Großen die sogenannte karolingische Renaissance in den Anfängen steckenblieb und das entstehende Ostfrankenreich seine geistigen Grundlagen suchte, wirkte Hrabanus Maurus als Sammler und Vermittler des gesamten philosophischen, theologischen und naturwissenschaftlichen Wissens seiner Zeit.

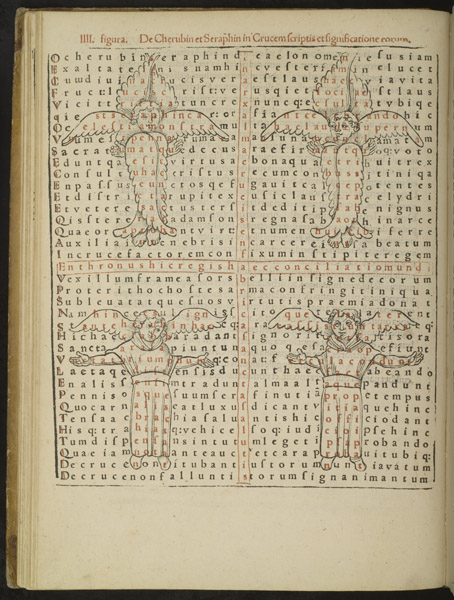
Magnencii Rabani Mauri De Laudibus Sancte Crucis opus. erudicione versu prosaque mirificum. Druck mit Einführung von Jakob Wimpheling (1503) einem Zeitgenossen Reuchlins.

Die Fülle seiner Schriften über alle Wissensgebiete und die große Zahl seiner bedeutenden Schüler brachte ihm im frühen 19. Jahrhundert den Ehrentitel „Erster Lehrer Germaniens“ (primus praeceptor Germaniae) ein, dessen Berechtigung jedoch von der neueren Geschichtsforschung in Frage gestellt wird. Fest steht jedenfalls, dass er als erster Gelehrter aus dem deutschen Sprachgebiet nahezu die gesamte Bibel kommentierte und das gesamte Wissen seiner Epoche in seinen Schriften zur Darstellung brachte und dass sich unter seinen zahlreichen selbst literarisch produktiven Schülern wichtige Repräsentanten der karolingischen Renaissance und mit Gottschalk und Walahfrid Strabo die beiden wohl bedeutendsten Dichter des 9. Jahrhunderts befanden. Seine Wirkung reichte weit über das deutsche Sprachgebiet hinaus.
Der noch heute gesungene Pfingsthymnus Veni creator spiritus (Komm Schöpfer Geist) ist, wenn nicht von ihm verfasst (wie früher angenommen), so doch von ihm überliefert und bleibt mit seinem Namen verbunden. Gustav Mahler setzte dem Text im ersten Satz seiner gewaltigen 8. Symphonie ein tönendes Denkmal.
Hrabans wesentliches Verdienst lag zum einen in der Vermittlung zwischen der christlich-antiken Tradition und der frühmittelalterlichen Denkweise, indem er herausragende Schriften der Antike dem Wissen des Frühmittelalters entsprechend neu zusammenstellte und enzyklopädisch veröffentlichte. Zum anderen war er ein durchaus selbständiger Theologe, der im Bilderstreit eine eigenständige Position bezog, indem er auch Bildern, insbesondere dem Bild des menschgewordenen Gottessohnes, eine Bedeutung als Offenbarungsmittel zuerkannte und die Heilsgeschichte als Offenbarungsgeschichte deutete. Der Kreuzestheologie gab er wesentliche Impulse durch die Betonung der Universalität des Kreuzes, das er als Heilszeichen und Grundstruktur des gesamten Kosmos betrachtete, der damit von Beginn an auf das Erlösungswerk des Kreuzesgeschehens hin angelegt und so selbst als Heilszeichen zu deuten zu sein schien. Er ist ein typischer Vertreter der karolingischen Renaissance.
Nach Hrabanus Maurus ist der Funkrufname des Mainzer Polizeipräsidiums „Raban“ benannt.

## Gedenktag
- Katholisch: 4. Februar (Nicht gebotener Gedenktag im Regionalkalender für das deutsche Sprachgebiet)
- Evangelisch: 4. Februar (Gedenktag im Evangelischen Namenkalender)

## Zu Ehren Hrabanus Maurus geweihte Kirchen
- St. Rabanus Maurus in Mainz, eine dem Mainzer Erzbischof Hrabanus Maurus gewidmete römisch-katholische Kirche im Mainzer Ortsteil Hartenberg
- Rabanus-Maurus-Kirche in Petersberg, eine 1957 ebenfalls dem Patronat des Erzbischofs Hrabanus Maurus  unterstellte römisch-katholische Kirche in Petersberg (Hessen), dem Ort der Propstei St. Peter, in die sich der Fuldaer Abt nach seiner Demission aufgrund des Konflikts mit Ludwig dem Deutschen 842 zurückzugzog.

## Nach Hrabanus Maurus benannte Schulen
- Rabanus-Maurus-Gymnasium, staatliches, altsprachliches, humanistisches Gymnasium in Mainz-Neustadt
- Rabanus-Maurus-Schule, Domgymnasium Fulda, altsprachlich-neusprachliches Gymnasium mit humanistischer Tradition der Stadt Fulda
- Rabanus-Maurus-Schule, ehemalige Grundschule in Winkel (Rheingau), geschlossen 2015[20]
- Rhabanus-Maurus-Gymnasium St. Ottilien, kirchliches, humanistisches Gymnasium mit neusprachlichem Zweig in Oberbayern
- Hrabanus-Schule Rasdorf, Grundschule (früher auch Hauptschule) in Rasdorf, Kreis Fulda

## Werke

### Handschriftliche Überlieferung
- Raymund Kottje (unter Mitarbeit von Thomas A. Ziegler): Verzeichnis der Handschriften mit den Werken des Hrabanus Maurus. Hahnsche Buchhandlung, Hannover 2012 (= Monumenta Germaniae Historica (MGH). Hilfsmittel. Band 27), ISBN 978-3-7752-1134-5.

### Editionen
Gesamtwerk
- Hrabani Mauri opera omnia. In: Migne: Patrologia Latina, Bände 107–112, Paris 1852. (beruht auf Colvener u. a.)
- Georges Colvener, Jacob Pamelius, Antoine de Hénin: Magnentii Hrabani Mauri ... opera, quae reperiri potuerunt, omnia. 6 Bände. Hierat, Köln 1626–1627.

Briefe
- Ernst Dümmler (Hrsg.): Hrabani (Mauri) abbatis Fuldenis et archiepiscopi Moguntiacensis epistolae. In: Epistolae Karolini Aevi. Band 3. Weidmann, Berlin 1898 (= MGH. Epistolae. Band 5), S. 379–516. (Digitalisat).

Gedichte
- Jakob Wimpheling (Hrsg.): Magnencij Rabani Mauri De laudibus sancte crucis opus. erudicione versu prosaque mirificum. Thomas Anshelm, Pforzheim 1503. (Digitalisat)
- Christoph Brouwer: Hrabani Mauri Ex Magistro Et Fuldensi Abbate Archiepiscopi Moguntini. Poemata De Diversis Nunc primum vulgata et scholiis illustrata. In: Venantii Honorii Clementiani Fortunati Presbyteri Italici Episcopi Pictaviensis Carminum, Epistolarum, Expositionum Libri XI. Poematis Et Libris Singularibus Aucti Novaque Rursum Editione Illustrati. Accessere Hrabani Mauri Fuldensis, Archiepiscopi Magontini Poemata Sacra Nunquam Edita. Omnia Recens Illustrata Notis Variis. Bernardus Gvaltherius, Köln 1617. Digitalisat der Digitalen Bibliothek München Digitalisat der Digitalen Bibliothek München.
- Ernst Dümmler (Hrsg.): Hrabani Mauri carmina. In: Poetae Latini aevi Carolini. Band 2. Weidmann, Berlin 1884 (= MGH. Poetae Latini medii aevi. Band 2), S. 154–258. (Digitalisat). (Enthält auch in der Zuschreibung an Hrabanus unsichere Hymnen).
- Kurt Holter (Hrsg.): Hrabanus Maurus, Liber de laudibus sanctae crucis. Vollständige Faksimile-Ausgabe im Originalformat des Codex Vindobonensis 652. Akademische Druck- und Verlagsanstalt, Graz 1973 (= Codices selecti. Band 33).
- Michel Perrin (Hrsg.): Rabani Mauri in honorem sanctae crucis. Brepols, Turnhout 1997 (= Corpus Christianorum, Continuatio Mediaevalis. Band 100-100 A), ISBN 2-503-04001-2 und ISBN 2-503-04002-0. (auch als online-resource)
- Gereon Becht-Jördens (Hrsg.): Die Redaktionen der Altartituli des Hrabanus Maurus. In: Sturmi oder Bonifatius. Ein Konflikt im Zeitalter der anianischen Reform um Identität und monastisches Selbstverständnis im Spiegel der Altartituli des Hrabanus Maurus für die Salvatorbasilika zu Fulda. Mit Anhängen zur Überlieferung und kritischen Edition der Tituli sowie zu Textquellen zur Architektur und Baugeschichte der Salvatorbasilika. In: Marc-Aeilko Aris, Susanna Bullido del Barrio (Hrsg.): Hrabanus Maurus in Fulda. Mit einer Hrabanus Maurus-Bibliographie (1979–2009).  Josef Knecht, Frankfurt am Main 2010 (= Fuldaer Studien. Band 13), ISBN 978-3-7820-0919-5, S. 123–187, hier: S. 160–168.

Einzelne Werke
- De rerum naturis, de sermonum proprietate, sive Opus de universo. Adolf Rusch. Straßburg 1467.
- Georg Simler: Rabanus De institutiõe; clericorum.ad Heistulphũ Archiepiscopũ.libri tres. Anshelm, Thomas, Pforzheim 1505. (Digitalisat)
- Rabani Mauri Commentaria antehac nunquam typis excusa, in Numeros Libri III, Deuteronomium Libri III. Johannes Prael, Köln 1532.
- Rabani Mauri Moguntinensis archiepiscopi commentaria in Hieremiam prophetam. Henric Petri, Basel 1534.
- Ernst Dümmler (Ed): De procinctu romanae militiae. In: Zeitschrift für deutsches Altertum, Bd. 15, 1872, S. 443–451. (Digitalisat)
- John McCulloh (Ed.): Rabani Mauri martyrologium.; Wesley M. Stevens (Ed.): Rabani Moguntiacensis episcopi De Computo. Brepols, Turnhout 1979 (= Corpus Christianorum, Continuatio medievalis. Band 44), ISBN 978-2-503-03441-6 (auch als online-resource)
- John McCulloh (Ed.): De computo. Brepols, Turnhout 1979 (= Corpus Christianorum, Continuatio mediaevalis. Band 44), ISBN 978-2-503-03441-6 (auch als online-resource)
- Detlev Zimpel: De institutione clericorum libri tres. Studien und Edition. Lang, Frankfurt am Main u. a. 1996 (Freiburger Beiträge zur mittelalterlichen Geschichte, Bd. 7), ISBN 3-631-30736-5.
- Bengt Löfstedt (Ed.): Rabani Mauri Expositio in Matthaeum. Brepols, Turnhout 2000 (= Corpus Christianorum, Continuatio mediaevalis. Band 174 und 174 A), ISBN 2-503-04741-6. (auch als online-resource)
- Detlev Zimpel (Ed.): Hrabanus Maurus, De institutione clericorum = Über die Unterweisung der Geistlichen. Lateinisch/Deutsch, 2 Bände. Brepols, Turnhout 2006 (Fontes Christiani, Bd. 61.1 und 61.2), ISBN 978-2-503-52149-7 und ISBN 978-2-503-52151-0.

Elektronische Texte
- De laudibus sanctae crucis (lat.): Digitalisate der Ausgabe von Jakob Wimpheling, Pforzheim 1503, in der Virtuellen Bibliothek der Universität Tours und der Universität Wien (eBooks on Demand)
- De rerum naturis: (lat.) Mit vielen Fehlern behaftete Transkription der Karlsruher Handschrift Augiensis 96 und 98, von William Schipper
- Hrabanus Maurus in der Bibliotheca Augustana (lat.): De rerum naturis (nach W. Schipper), De laudibus sanctae crucis (Auszüge aus Cod. Vat. Reg. Lat. 124), Veni creator spiritus
- In Ecclesiasticum commentarii, Faksimile der Ausgabe des Simon de Colines, Paris 1544 (Bibliothèque nationale de France)